# Yūji Kitajima
Yūji Kitajima (jap. 北島 祐二, Kitajima Yūji; * 4. August 2000 in Ogōri, Präfektur Fukuoka) ist ein japanischer Fußballspieler.

## Karriere
Yūji Kitajima erlernte das Fußballspielen in der Jugendmannschaft von Avispa Fukuoka. Hier unterschrieb er 2019 auch seinen ersten Profivertrag. Der Verein aus Fukuoka, einer Stadt auf Kyūshū, der südlichsten der japanischen Hauptinseln, spielte in der zweithöchsten Liga des Landes, der J2 League. Ende 2020 wurde er mit Fukuoka Vizemeister und stieg in die erste Liga auf. Zu Beginn der Saison 2023 wechselte er im Februar 2023 auf Leihbasis zum Zweitligisten Tokyo Verdy. Am Ende der Saison 2023 wurde er mit Verdy Tabellendritter. In den Aufstiegsspielen konnte man sich durchsetzen und stieg in die erste Liga auf. Nach der Ausleihe kehrte er Ende Januar 2024 zu Avispa zurück.

## Erfolge
Avispa Fukuoka
- Japanischer Zweitligavizemeister: 2020  ▲